# Deadwood (Jižní Dakota)
Deadwood (v lakotštině Owáyasuta, „schválit nebo potvrdit věci“) je krajské město v Lawrence County ve státě Jižní Dakota v USA. Pojmenováno bylo prvními osadníky po mrtvých stromech nalezených v jeho rokli. K prudkému rozvoji města došlo mezi lety 1876 a 1879 poté, co zde byla objevena ložiska zlata, což vedlo ke zlaté horečce v Black Hills. V době největšího rozkvětu mělo město 25 000 obyvatel. Přitáhlo to i osobnosti Divokého západu jako byli Wyatt Earp, Calamity Jane či Wild Bill Hickok, který zde byl zabit.
Při sčítání lidu v roce 2020 mělo město 1 156 obyvatel. Celé město bylo pro svou zachovalou architekturu z doby zlaté horečky označeno jako okresní National Historic Landmark. Blízkost města Deadwood k městu Lead vede často k tomu, že tato dvě města jsou společně pojmenovávána „Lead-Deadwood“.

## Historie
Osídlení začalo ilegálně po roce 1870 na území, které bylo v roce 1868 věnováno indiánskému kmenu Lakotů ve Smlouvě z Fort Laramie, která vytvořila Velkou rezervaci Siouxů. Lakotové pokládali místo za posvátné. Squatting osadníků vedl k četným sporům o půdu, z nichž několik se dostalo až k Nejvyššímu soudu Spojených států.
Všechno se změnilo v roce 1874, kdy plukovník George Armstrong Custer vedl výpravu do Black Hills a oznámil, že bylo nalezeno zlato ve French Creek, což je blízko dnešního města Custer v Jižní Dakotě. Oznámení způsobilo Zlatou horečku v Black Hills, kdy oblast zavalili horníci a podnikatelé. Vytvořili nové a nezákonné město Deadwood, které rychle dosáhlo přibližně 5 000 obyvatel. V roce 1877 už se ve městě usadilo kolem 12 000, avšak některé zdroje uvádějí jako vrchol až 25 000 v roce 1876.
Dne 25. června 1876 byl plukovník Custer zabit v Bitva u Little Bighornu a město se ocitlo na území nikoho, protože formálně patřilo indiánskému kmenu Lakotům, což oslabovalo jurisdikci vlády Spojených států. Ve městě platilo právo silnějšího, což vytvořilo specifické podmínky pro jeho další rozvoj. Deadwood byl znám pro bezpráví; vraždy byly běžné a justice ohledně vražd nebyla vždy spravedlivá a nestranná.

## V kultuře
- 1953: film Calamity Jane
- 1992: v šesté sezóně série Star Trek: Nová generace byla městu věnována 134. epizoda (Tenkrát v Deadwoodu)
- 2004 až 2006: televizní filmová série Deadwood
- 2019: film Deadwood: The Movie